# 샤오위
샤오위(小煜, 1985년 7월 5일 ~ )는 타이완의 가수로, Lollipop F의 일원이다.